# MonsterVerse
MonsterVerse — «Вселе́нная мо́нстров» (от monster и universe) — медиафраншиза и киновселенная (см. также Общая вселенная), основанная на серии фильмов о монстрах о Годзилле и Кинг-Конгe, распространяемая кинокомпанией Warner Bros. Pictures и продюсируемая Legendary Pictures совместно с Toho. MonsterVerse стартовала в 2014 году фильмом «Годзилла», перезапустившим японскую медиафраншизу; в 2017 году последовал фильм «Конг: Остров черепа» — перезапуск медиафраншизы о Кинг-Конге. В 2019 году состоялся выход фильма «Годзилла 2: Король монстров». В 2021 году вышел фильм-кроссовер «Годзилла против Конга», а в 2024 году его продолжение — фильм «Годзилла и Конг: Новая империя».

## Разработка
В июле 2014 года Legendary Entertainment подтвердила, что она получила права на использование образов Мотры, Родана и Кинга Гидоры. В сентябре 2015 года Legendary объявила, что фильм «Конг: Остров черепа» будет выпущен в сотрудничестве не с Universal Pictures, а с Warner Bros.. Журналисты предположили, что результатом нового союза может стать появление в одном фильме Годзиллы и Кинг-Конга.
В октябре 2015 года Legendary объявила о том, что действительно планирует снять фильм «Годзилла против Конга»; дата его выхода была предварительно намечена на 2020 год. Legendary заявила о планах по созданию общей кинематографической франшизы, построенной вокруг «Монарха» — секретного правительственного агентства, впервые появившегося в фильме «Годзилла» 2014 года, — и что Годзилла и Кинг-Конг станут частями «экосистемы гигантских существ, и классических, и новых». В конце октября было объявлено, что «Монарх» появится в фильме «Конг: Остров Черепа».
В мае 2016 года Warner Bros. объявила, что «Годзилла против Конга» будет выпущен 29 мая 2020 года, и что премьера «Годзилла 2: Король монстров» сдвигается с июня 2018 года на 22 марта 2019 года. Позже выход «Годзиллы 2» был сдвинут ещё дальше, на 31 мая 2019 года. В октябре 2016 года Legendary объявила, что «Годзилла 2» будет снят в Циндао на киностудии Oriental Movie Metropolis, принадлежащей материнской компании Legendary. Тогда же выяснилось, что Legendary изначально планировала собрать коллектив сценаристов для разработки кинематографической вселенной Годзиллы и Конга, и назначило его руководителем Алекса Гарсию.
В начале января 2017 года основатель Legendary Томас Тулл ушёл из компании, но сохранил пост продюсера новой серии фильмов Годзиллы и Конга, которая получила имя MonsterVerse. В марте 2017 года Legendary собрала сценаристов для проработки сюжета фильма «Годзилла против Конга».

## Фильмы
| Фильм                          | Дата выхода   | Режиссёры           | Сценарист(ы)                                   | Сюжет                                       | Продюсеры                                                                         |
| ------------------------------ | ------------- | ------------------- | ---------------------------------------------- | ------------------------------------------- | --------------------------------------------------------------------------------- |
| Годзилла                       | 16 мая 2014   | Гарет Эдвардс       | Макс Боренштейн                                | Дэвид Каллахэм                              | Томас Тулл, Джон Джашни, Мэри Пэрент и Брайан Роджерс                             |
| Конг: Остров черепа            | 10 марта 2017 | Джордан Вот-Робертс | Дэн Гилрой, Макс Боренштейн и Дерек Коннолли   | Джон Гэйтинс                                | Томас Тулл, Джон Джашни, Мэри Пэрент и Алекс Гарсиа                               |
| Годзилла 2: Король монстров    | 31 мая 2019   | Майкл Догерти       | Майкл Догерти и Зак Шилдс                      | Макс Боренштейн, Майкл Догерти и Зак Шилдс  | Томас Тулл, Джон Джашни, Мэри Пэрент, Алекс Гарсиа и Брайан Роджерс,              |
| Годзилла против Конга          | 24 марта 2021 | Адам Вингард        | Эрик Пирсон и Макс Боренштейн                  | Терри Россио, Майкл Догерти и Зак Шилдс     | Томас Тулл, Джон Джашни, Брайан Роджерс, Мэри Пэрент, Алекс Гарсиа и Эрик МакЛеод |
| Годзилла и Конг: Новая империя | 29 марта 2024 | Адам Вингард        | Терри Россио, Саймон Барретт и Джереми Слейтер | Терри Россио, Адам Вингард и Саймон Барретт | Томас Тулл, Джон Джашни, Брайан Роджерс, Мэри Пэрент, Алекс Гарсиа и Эрик МакЛеод |
| Годзилла и Конг: Сверхновая    | 26 марта 2027 | Грант Спутор        | Дэвид Кэллахам                                 | Дэвид Кэллахам                              | TBA                                                                               |

## Телевидение
| Сериал                    | Сезон | Серии | Серии | Даты показа    | Даты показа    | Канал     | Шоураннер(ы)   | Статус  |
| ------------------------- | ----- | ----- | ----- | -------------- | -------------- | --------- | -------------- | ------- |
| Остров черепа             | 1     | 8     | 8     | 22 июня 2023   | 22 июня 2023   | Netflix   | Брайан Даффилд | Выпущен |
| Монарх: Наследие монстров | 1     | 10    | 10    | 17 ноября 2023 | 12 января 2024 | Apple TV+ | Крис Блэк      | Выпущен |
| Монарх: Наследие монстров | 2     | 10    | 10    | TBA            | TBA            | Apple TV+ | Крис Блэк      | Съёмки  |

### «Остров черепа»
В январе 2021 года было объявлено в разработке мультсериала «Остров черепа» в стиле аниме, действие которого происходит в рамках «MonsterVerse». Сюжет будет повествовать о приключениях потерпевших кораблекрушение персонажей, пытающихся сбежать с титульного острова, который является домом для различных доисторических монстров. Проект будет снят Брайаном Даффилдом, который также будет исполнительным продюсером с Джейкобом Робинсоном. Сериал будет производиться совместно с Legendary Television, Tractor Pants Productions, Powerhouse Animation Studios и Netflix Animation. Шоу будет эксклюзивом для потокового сервиса на Netflix.

## Актёрский состав и персонажи
| Персонажи                    | Фильмы                             | Фильмы                            | Фильмы                                     | Фильмы                            | Фильмы                         | Фильмы                      | Сериалы                  | Сериалы                    |
| Персонажи                    | Годзилла                           | Конг: Остров черепа               | Годзилла 2: Король монстров                | Годзилла против Конга             | Годзилла и Конг: Новая империя | Годзилла и Конг: Сверхновая | Остров черепа            | Монарх: Наследие монстров  |
| Монстры                      | Монстры                            | Монстры                           | Монстры                                    | Монстры                           | Монстры                        | Монстры                     | Монстры                  | Монстры                    |
| ---------------------------- | ---------------------------------- | --------------------------------- | ------------------------------------------ | --------------------------------- | ------------------------------ | --------------------------- | ------------------------ | -------------------------- |
| Годзилла                     | Ти-Джей ШтормД                     | Изображение и голос               | Ти-Джей ШтормД                             | CGI                               | CGI                            | TBA                         |                          | CGI                        |
| ГННУС                        | Мэтт КроссДЛи РоссД                | Изображение                       | CGI                                        | Архивная видеозапись              |                                |                             |                          |                            |
| Кинг-Конг                    |                                    | Терри НотариДТоби КеббеллД        | Архивная видеозапись                       | Алан ГенриДЭрик ПитиД             | Алан ГенриД                    | TBA                         | Анимация                 | CGI                        |
| Черепозавр                   |                                    | CGI                               |                                            | CGI                               |                                |                             |                          |                            |
| Мотра                        |                                    | Изображения                       | CGI                                        | Архивные видеозаписи              | CGI                            |                             |                          |                            |
| Кинг-Гидора                  |                                    | Изображения                       | Джейсон ЛайлесДАлан МакссонДРичард ДортонД | Архивные видеозаписи              |                                |                             |                          |                            |
| Родан                        |                                    | Изображения                       | Джейсон ЛайлесД                            | Архивные видеозаписи              |                                |                             |                          |                            |
| Сцилла                       |                                    |                                   | CGI                                        | Архивные видеозаписи              | CGI                            |                             |                          |                            |
| Мафусаил                     |                                    |                                   | CGI                                        | Архивные видеозаписи              |                                |                             |                          |                            |
| Бегемот                      |                                    |                                   | CGI                                        | Архивные видеозаписи              |                                |                             |                          |                            |
| Тиамат                       |                                    |                                   | Упоминание                                 |                                   | CGI                            |                             |                          |                            |
| Мехагодзилла                 |                                    |                                   |                                            | CGI                               | Упоминание                     |                             |                          |                            |
| Кинг Скар                    |                                    |                                   |                                            |                                   | Алан ГенриД                    |                             |                          |                            |
| Суко                         |                                    |                                   |                                            |                                   | CGI                            |                             |                          |                            |
| Шимо                         |                                    |                                   |                                            |                                   | CGI                            |                             |                          |                            |
| Люди                         |                                    |                                   |                                            |                                   |                                |                             |                          |                            |
| Доктор Итиро Сэризава        | Кэн Ватанабэ                       |                                   | Кэн Ватанабэ                               |                                   |                                |                             |                          |                            |
| Доктор Вивьен Грэм           | Салли Хокинс                       |                                   | Салли Хокинс                               |                                   |                                |                             |                          |                            |
| Адмирал Уильям Стентц        | Дэвид Стрэтэйрн                    |                                   | Дэвид Стрэтэйрн                            |                                   |                                |                             |                          |                            |
| Лейтенант Форд Броуди        | Аарон Тейлор-ДжонсонСи Джей АдамсМ |                                   |                                            |                                   |                                |                             |                          |                            |
| Элль Броуди                  | Элизабет Олсен                     |                                   |                                            |                                   |                                |                             |                          |                            |
| Джо Броуди                   | Брайан Крэнстон                    |                                   |                                            |                                   |                                |                             |                          |                            |
| Сандра Броуди                | Жюльет Бинош                       |                                   |                                            |                                   |                                |                             |                          |                            |
| Докторс Хьюстон Брукс        |                                    | Кори Хокинс                       | Джо Мортон                                 |                                   |                                |                             |                          |                            |
| Уильям «Билл» Ранда          |                                    | Джон Гудмен                       |                                            | Фотография и архивная аудиозапись |                                |                             | Андерс ХолмМДжон ГудменС |                            |
| Капитан Джеймс Конрад        |                                    | Том Хиддлстон                     |                                            |                                   |                                |                             |                          |                            |
| Мейсон Уивер                 |                                    | Бри Ларсон                        |                                            |                                   |                                |                             |                          |                            |
| Полковник Престон Пакард     |                                    | Сэмюэл Л. Джексон                 |                                            |                                   |                                |                             |                          |                            |
| Лейтенант Хэнк Марлоу        |                                    | Джон Кристофер РайлиУилл БриттенМ |                                            |                                   |                                |                             |                          |                            |
| Виктор Нивес                 |                                    | Джон Ортис                        |                                            |                                   |                                |                             |                          |                            |
| Сан Лин                      |                                    | Тянь Цзин                         |                                            |                                   |                                |                             |                          |                            |
| Редж Сливко                  |                                    | Томас Манн                        |                                            |                                   |                                |                             |                          |                            |
| Майор Джек Чапмен            |                                    | Тоби Кеббелл                      |                                            |                                   |                                |                             |                          |                            |
| Доктор Марк Расселл          |                                    |                                   | Кайл Чендлер                               | Кайл Чендлер                      |                                |                             |                          |                            |
| Мэдисон Расселл              |                                    |                                   | Милли Бобби БраунАлександра РейбМ          | Милли Бобби Браун                 |                                |                             |                          |                            |
| Доктор Эмма Расселл          |                                    |                                   | Вера Фармига                               | Фотография                        |                                |                             |                          |                            |
| Алан Джона                   |                                    |                                   | Чарльз Дэнс                                |                                   |                                |                             |                          |                            |
| Доктор Илен ЧенДоктор Лин    |                                    |                                   | Чжан Цзыи                                  |                                   |                                |                             |                          |                            |
| Доктор Рик Стэнтон           |                                    |                                   | Брэдли Уитфорд                             |                                   |                                |                             |                          |                            |
| Доктор Сэм Колмэн            |                                    |                                   | Томас Миддлдитч                            |                                   |                                |                             |                          |                            |
| Полковник Дайан Фостер       |                                    |                                   | Аиша Хиндс                                 |                                   |                                |                             |                          |                            |
| Джексон Барнс                |                                    |                                   | О’Ши Джексон-младший                       |                                   |                                |                             |                          |                            |
| Доктор Айлин Эндрюс          |                                    |                                   |                                            | Ребекка Холл                      | Ребекка Холл                   |                             |                          |                            |
| Берни Хейз                   |                                    |                                   |                                            | Брайан Тайри Генри                | Брайан Тайри Генри             |                             |                          |                            |
| Дия                          |                                    |                                   |                                            | Кэйли Хоттл                       | Кэйли Хоттл                    |                             |                          |                            |
| Доктор Нейтан Линд           |                                    |                                   |                                            | Александр Скарсгард               |                                |                             |                          |                            |
| Джош Валентайн               |                                    |                                   |                                            | Джулиан Деннисон                  |                                |                             |                          |                            |
| Уолтер Симмонс               |                                    |                                   |                                            | Демиан Бишир                      |                                |                             |                          |                            |
| Майя Симмонс                 |                                    |                                   |                                            | Эйса Гонсалес                     |                                |                             |                          |                            |
| Рен Сэризава                 |                                    |                                   |                                            | Сюн Огури                         |                                |                             |                          |                            |
| Трэппер Бизли                |                                    |                                   |                                            |                                   | Дэн Стивенс                    | Дэн Стивенс                 |                          |                            |
| Директор Хамптон             |                                    |                                   |                                            |                                   | Рэйчел Хаус                    |                             |                          |                            |
| Михаэль                      |                                    |                                   |                                            |                                   | Алекс Фернс                    |                             |                          |                            |
| Королева народа Иви          |                                    |                                   |                                            |                                   | Фала Чен                       |                             |                          |                            |
| Харрис                       |                                    |                                   |                                            |                                   | Рон Смик                       |                             |                          |                            |
| Джейн                        |                                    |                                   |                                            |                                   | Шантель Джеймисон              |                             |                          |                            |
| Льюис                        |                                    |                                   |                                            |                                   | Грег Хэттон                    |                             |                          |                            |
| TBA                          |                                    |                                   |                                            |                                   |                                | Кейтлин Дивер               |                          |                            |
| TBA                          |                                    |                                   |                                            |                                   |                                | Джек О’Коннелл              |                          |                            |
| TBA                          |                                    |                                   |                                            |                                   |                                | Делрой Линдо                |                          |                            |
| TBA                          |                                    |                                   |                                            |                                   |                                | Мэттью Модайн               |                          |                            |
| TBA                          |                                    |                                   |                                            |                                   |                                | Алиша Дебнем-Кэри           |                          |                            |
| TBA                          |                                    |                                   |                                            |                                   |                                | Сэм Нилл                    |                          |                            |
| Чарли                        |                                    |                                   |                                            |                                   |                                |                             | Николас Канту            |                            |
| Энни                         |                                    |                                   |                                            |                                   |                                |                             | Мэй Уитман               |                            |
| Майк                         |                                    |                                   |                                            |                                   |                                |                             | Дэррен Барнет            |                            |
| Кэп                          |                                    |                                   |                                            |                                   |                                |                             | Бенджамин Брэтт          |                            |
| Ирэн                         |                                    |                                   |                                            |                                   |                                |                             | Бетти Гилпин             |                            |
| Сэм                          |                                    |                                   |                                            |                                   |                                |                             | Фил Ламарр               |                            |
| Кейт Ранда                   |                                    |                                   |                                            |                                   |                                |                             |                          | Анна Саваи                 |
| Кентару Ранда                |                                    |                                   |                                            |                                   |                                |                             |                          | Рен Ватабэ                 |
| Мэй Олоу-Хьюит / Кора Маттео |                                    |                                   |                                            |                                   |                                |                             |                          | Кирси Клемонс              |
| Доктор Кейко Миура           |                                    |                                   |                                            |                                   |                                |                             |                          | Мари Ямамото               |
| Тимоти                       |                                    |                                   |                                            |                                   |                                |                             |                          | Джо Типпетт                |
| Мишель Дюваль                |                                    |                                   |                                            |                                   |                                |                             |                          | Эльза Ласовски             |
| Ли Шоу                       |                                    |                                   |                                            |                                   |                                |                             |                          | Уайатт РасселМКурт РасселС |
| Генерал Паккет               |                                    |                                   |                                            |                                   |                                |                             |                          | Кристофер Хейердал         |
| Хироши Ранда                 |                                    |                                   |                                            |                                   |                                |                             |                          | Такехиро Хира              |
| Эмико Ранда                  |                                    |                                   |                                            |                                   |                                |                             |                          | Кёко Кудо                  |
| Кэролайн Ранда               |                                    |                                   |                                            |                                   |                                |                             |                          | Тэмлин Томита              |
| Наталья Вердуго              |                                    |                                   |                                            |                                   |                                |                             |                          | Мирелли Тейлор             |

## Бюджеты и сборы
| Фильмы                         | Дата выхода   | Сборы        | Сборы          | Сборы          | Бюджет   |
| Фильмы                         | Дата выхода   | США          | Другие страны  | Весь мир       | Бюджет   |
| ------------------------------ | ------------- | ------------ | -------------- | -------------- | -------- |
| Годзилла                       | 16 мая 2014   | $200 676 069 | $328 400 000   | $529 076 069   | $160 млн |
| Конг: Остров черепа            | 10 марта 2017 | $168 052 812 | $398 600 000   | $566 652 812   | $185 млн |
| Годзилла 2: Король монстров    | 31 мая 2019   | $110 500 138 | $275 400 000   | $385 900 138   | $200 млн |
| Годзилла против Конга          | 24 марта 2021 | $100 916 094 | $369 200 000   | $470 116 094   | $200 млн |
| Годзилла и Конг: Новая империя | 29 марта 2024 | $196 350 016 | $371 300 000   | $567 650 016   | $135 млн |
| Всего                          | Всего         | $776 495 129 | $1 742 900 000 | $2 519 395 129 | $745 млн |

## Оценки критиков
| Фильмы                         | Rotten Tomatoes     | Metacritic       | CinemaScore |
| ------------------------------ | ------------------- | ---------------- | ----------- |
| Годзилла                       | 76 % (330 рецензий) | 62 (48 рецензий) | B+          |
| Конг: Остров черепа            | 75 % (395 рецензий) | 62 (49 рецензий) | B+          |
| Годзилла 2: Король монстров    | 42 % (353 рецензий) | 48 (46 рецензий) | B+          |
| Годзилла против Конга          | 76 % (394 рецензий) | 59 (57 рецензий) | А           |
| Годзилла и Конг: Новая империя | 53 % (245 рецензии) | 47 (51 рецензия) | A-          |

## Будущее
По данным на 2017 год планировался кроссовер данной киновселенной с «Тихоокеанским рубежом».

## Побочная продукция

### Книги
| Название                                                          | Дата выхода    | Автор(ы)   | Примечания                                                     |
| ----------------------------------------------------------------- | -------------- | ---------- | -------------------------------------------------------------- |
| Godzilla — The Official Movie Novelization                        | 20 мая 2014    | Грег Кокс  | Официальная новеллизация фильма Годзилла                       |
| Kong: Skull Island — The Official Movie Novelization              | 14 марта 2017  | Тим Леббон | Официальная новеллизация фильма Конг: Остров черепа            |
| Godzilla: King of the Monsters — The Official Movie Novelization  | 31 мая 2019    | Грег Киз   | Официальная новеллизация фильма Годзилла 2: Король монстров    |
| Godzilla vs. Kong — The Official Movie Novelization               | 6 апреля 2021  | Грег Киз   | Официальная новеллизация фильма Годзилла против Конга          |
| Godzilla x Kong: The New Empire — The Official Movie Novelization | 23 апреля 2024 | Грег Киз   | Официальная новеллизация фильма Годзилла и Конг: Новая империя |

### Комиксы
| Названия                             | Дата выхода                   | Автор(ы)                          | Иллюстратор(ы)                              | Обложка Исполнитель(ей)    | Примечания                                            |
| ------------------------------------ | ----------------------------- | --------------------------------- | ------------------------------------------- | -------------------------- | ----------------------------------------------------- |
| Godzilla: Awakening                  | 7 мая 2014                    | Макс Боренштейн и Грег Боренштейн | Эрик Бит, Ивел Гише, Алан Квах и Ли Лауридж | Артур Адамс                | Приквел к фильму Годзилла                             |
| Skull Island: The Birth of Kong      | 12 апреля — 22 ноября 2017    | Арвид Нельсон                     | Зид                                         | Зид, Дрю Джонсон           | Приквел к фильму Конг: Остров черепа                  |
| Godzilla: Aftershock                 | 21 мая 2019                   | Арвид Нельсон                     | Дрю Эдвард Джонсон                          | Кристофер Шай, Артур Адамс | Приквел к фильму Годзилла 2: Король монстров          |
| Kingdom Kong                         | 6 апреля 2021                 | Мария Анелло                      | Зид                                         | Зид                        | Приквел к фильму Годзилла против Конга                |
| Godzilla Dominion                    | 6 апреля 2021                 | Грег Киз                          | Дрю Эдвард Джонсон                          | Дрю Эдвард Джонсон         | Приквел к фильму Годзилла против Конга                |
| Justice League vs. Godzilla vs. Kong | 17 октября 2023 — 21 мая 2024 | Брайан Буччеллато                 | Кристиан Дьюс                               | Дрю Джонсон                | Кроссовер с DC Comics                                 |
| Godzilla: Fight or Flight            | 16 августа 2023               | Брайан Буччеллато                 | Зид                                         | Зид                        | Новая история из сборника Legends of the Monsterverse |
| Godzilla x Kong: The Hunted          | 12 марта 2024                 | Брайан Буччеллато                 | Дрю Джонсон, Дарио Формизани, Зид           | Дэвид Айя                  | Приквел к фильму Годзилла и Конг: Новая империя       |

### Видеоигры
Годзилла был показан в качестве играбельного персонажа в видеоиграх.
| Название                 | Дата выхода | Разработчик(и)             | Издатель(и)                            | Примечания     |
| ------------------------ | ----------- | -------------------------- | -------------------------------------- | -------------- |
| Godzilla: Crisis Defense | 7 мая 2014  | Legendary                  | Legendary                              | Онлайн игра    |
| Godzilla: Strike Zone    | 15 мая 2014 | Warner Bros. Entertainment | Warner Bros. International Enterprises | Мобильная игра |
| Godzilla: Smash 3        | 16 мая 2014 | Rogue Play                 | Pipeworks                              | Мобильная игра |

## Влияние

### Биология
В честь ГННУСов (англ. MUTO) из данной киновселенной назван Mutotylaspis — ископаемый рак-отшельник, обитавший в середине мелового периода (альбский век) на территории Владимирской области, Россия.